# Prantner József
Prantner József (Szekszárd, 1911. június 1. – Budapest, 1975. szeptember 21.) kőműves, politikus, országgyűlési képviselő, 1961 és 1971 között az Állami Egyházügyi Hivatal elnöke. 

## Életpályája
Anyja neve Klézli Rozália. Eredeti szakmája kőműves. Munkásmozgalmi tevékenységéért többször letartóztatták és elítélték. Ebben az időszakban  a vasútnál, építkezéseken és földmunkásként dolgozott.  1945. június 1. és 1951. július 10. között különböző pártfunkciókat töltött be: a Magyar Kommunista Párt, illetve a Magyar Dolgozók Pártja megyei pártbizottságának munkatársa volt.
1951. július 11.–től az Állami Egyházügyi Hivatalban dolgozott. Kezdetben, 1955. szeptember 1-ig főelőadóként vidéki munkatárs volt Vácott. Ezt követően alosztályvezető lett. 1955. szeptember 1. és 1956. november 30. között az Országos Béketanács munkatársaként tevékenykedett, az ú. n. papi békemozgalom titkára lett. 1956. december 1. és 1961. október 31. között ő volt a Magyar Szocialista Munkáspárt Tolna Megyei Bizottságának első titkára. 1952–1957 között levelező tagozaton elvégezte az ELTE Bölcsészettudományi Kara történelem szakát.
1961. november 1. és 1971. május 11. között az Állami Egyházügyi Hivatal elnöke volt, 1968. februártól államtitkári rangban.

## Emlékezete
Szekszárdon, az újvárosi temetőben temették el. 

## Díjai, elismerései
- Magyar Szabadság Érdemrend ezüst fokozata,
- Munka Érdemrend arany fokozata,
- a Magyar Népköztársasági Érdemérem arany fokozata. [3]
- Munka Vörös Zászló érdemrend (1971) [4]